# تصنيف (مكتبة)

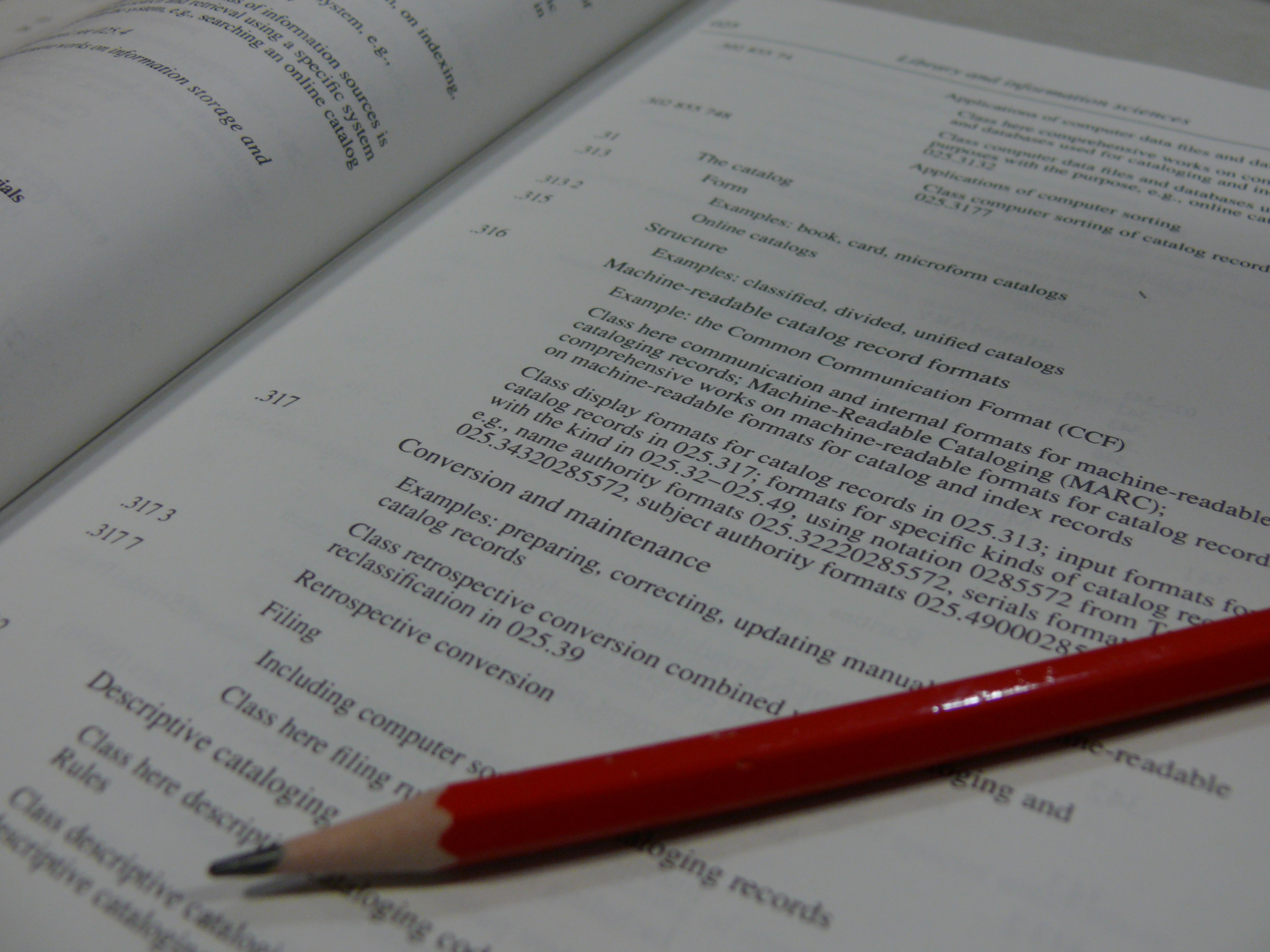

التصنيف في المكتبات هو تمييز الأشياء عن بعضها البعض، ووضع كلّ ما يشترك في صفةٍ واحدةٍ أو أكثر معاً في مجموعاتٍ لتسهيل الوصول اليها. التصنيف في المكتبات عبارةٌ عن نظامٍ يتمّ وفْقه ترتيب وترميز مقتنيات المكتبة، سواءً كانت كتباً أم مواد مسموعة أم مرئية، أم ملفات كمبيوتر، أم مخطوطات أم أي مواد أخرى، اعتماداً على مواضيعها، حيث يستطيع الباحث الوصول إلى المقتنيات بسهولةٍ ويسرٍ.

## تعريف التصنيف
- التصنيف في أبسط بيان له هو وضع الأشياء المتشابهة معاً، وإذا وصف بصورة أوفى فهو ترتيب الأشياء وفق التشابه أو الأختلاف. أنه فرز الأشياء أو تجميعها. إلا أنه بالإضافة إلى ذلك يعتبر تصنيف الكتب تصنيفاً للمعرفة مع التعديلات اللازمة التي يمليها الشكل المادة للكتاب.
- كلمة التصنيف بالإنجليزية classification وهي مشتقة من كلمة لاتينية والتي كانت تعبر أو ترمز إلى الفئة أو الطبقة التي ينتمي إليها كل فرد من أفراد المجتمع. حيث كان الشعب مقسماً إلى ست طبقات حسب مبادئ خاصة. وهي الثروة التي يملكها الفرد وأهمية الفرد بالنسبة لباقي الشعب – والصف class هو مجموعة أشياء تحمل صفة واحدة متشابهة بينهم (هذه الصفة موجودة في كل جزء من هذه الأشياء) فمثلاً البشر يمكن أن نصنفه حسب اللون والجنس، والتوزيع الوطني... وعليه يمكن أن نصنف الأشياء حسب أي مبدأ أو قاعدة تناسبنا وحسب سعة الخطة أو النظام الذي نريد أن نعمله. والتصنيف يجمع الأشياء المتشابهة ويبعد الأشياء المختلفة. إن كلمة تصنيف هي لفظ ينبق على عملية تنظيم الاشياء أو الافكار في مجموعات وفق درجات تشابهها وحسب مبادئ وقواعد خاصة. تصنيف الكتب هو عملية تحديد الموضوع أو الموضوعات من المواد المكتبية والدلالة على هذه المواضيع برمز من رموز نظام التصنيف الذي تستعمله المكتبة. تصنيف الكتب: هو فن أكتشاف موضوع كل مطبوع. والدلالة على موضوعه برمز.

التصنيف في المكتبة يكون على شكلين:
1. ترتيب الكتب على الرفوف.
2. ترتيب مداخل الكتب في الفهرس.
3. من هذا نستطيع أن نقول أن الكتاب الواحد له مكان واحد داخل الرفوف بينما مدخل الكتاب الواحد في الفهرس متعددة، وذلك حسب حاجة الكتاب للفهرسة الكاملة فبواسطة التصنيف يحلل المطبوع إلى كل الاوجه المتعلقة به.

ان تصنيف الكتب لا يمكن أن يكون عرضياً (أي بمجرد أرقام متسلسلة حسب الحجم، اللون، المؤلف، العنوان، تاريخ النشر، البلد والسعر، اللغة) وإنما يكون التصنيف طبيعياً أي حسب الموضوع، أما عوامل تنظيم الكتب فهي:
1. جمع الكتب المتشابهة بشكل يظهر علاقتها ببعضها.
2. وضع الكتب ذات المواضيع المتشابهة نسبياً قريباً من الكتب الأخرى المتشابهة في الموضوع فمثلاً الجبر والهندسة على مقربة من الحساب.فالتصنيف أذن هو فن تعيين الأماكن المناسبة للكتب حسب نظام التصنيف.

- ويمكن أن نسحب التعريف العام للتصنيف على المعرفة والمعلومات فنقول إن التصنيف: هو جمع المعلومات المتشابهة، وفصل المعلومات الغير متشابهة، ويتحدد التشابه أو الاختلاف على أساس التشابه الموضوعي لأن الصفة أو الخاصية الجوهرية للمعلومات هي المحتوى الفكري أو الموضوع. ولا شك أن المحتوى الفكري هو الخاصية الجوهرية في المعلومات وليس أي بيان وصفي أو شكلي أخر، فمن أجل هذا المحتوى الفكري تقتني المعلومات أصلاً وتنشأ المكتبات ومراكز المعلومات، بل من أجلها نشأ علم المكتبات والمعلومات كله.

## الغرض من التصنيف
إن الغرض الأساسي من التصنيف هو جعل الكتب والمواد المكتبية الأخرى في المكتبة أسهل منالاً وبالتالي أكثر فائدة للقارئ. وبعبارة أخرى فأنه إذا ما أريد للمجموعات المختلفة من الكتب والمواد المكتبية الأخرى أن تستعمل بسهولة وبصورة واسعة ومنظمة فيجب أن تنظم وتصنف بطريقة منطقية ومعقولة، كان تنظيم ابجدياً حسب موضوعاتها وحسب عناوينها، وبذلك تكون منفعتها أكبر وأعم مما لو تركت في فوضى من غير تصنيف أو تنظيم بشكل أو بأخر.

## طرق التصنيف

### الطريقة الهجائية
ترتب الكتب في هذه الطريقة حسب الحرف الأول فالثاني فالثالث... للكلمة أو الكلمات التي اختيرت لأن تكون عنواناً للكتاب أو أسم مؤلف الكتاب، فتأتي الكلمة المبدئة بحرف الألف ثم التي تبداُ بحرف الباء... وترتب الكلمات المبتدئة بحرف الألف فيما بينها حسب الحرف الثاني من الكلمة فإن اتفقت فيه رتبت حسب الحرف الثالث وهكذا وتتبع هذه الطريقة في جميع الحروف. إذن ترتب الكتب على الرفوف طبقاً لقواعد الترتيب الهجائي، وبذلك فأنه عند طلب أي كتاب فإنه يرجع إلى الرف للبحث عن الكتاب في الترتيب الهجائي وعند استرجاع الكتاب فإنه يعاد إلى مكانه في الرتيب الهجائي في الرف.

### الطريقة العددية
تنشأ الطريقة العددية بوضع رقم على كل كتاب حسب ترتيبه بالنسبة لانشائه فمثلاً لدينا عدة كتب عن الصناعة – الأمن – المواصلات، فإنها ترقم على التوالي بالأرقام 123دون النظر إلى ترتيبها الهجائي ويأخذ الكتاب الذي ينشأ بعد ذلك الرقم 4 وهكذا تبعاً لتسلسل الاعداد الطبيعي أي أنه كلما ورد كتاب جديد إلى المكتبة أخذ الرقم التالي لأخر رقم مستعمل، هذه الطريقة سهلة بسيطة لا تكلف المسئول عن المكتبة أي جهد فكري فمن السهل تحديد رقم متسلسل لجميع الكتب، عند تدوينها في سجل المكتبة " فالكتاب الأول الذي يرد إلى المكتبة يحمل رقم (1) والذي يليه يحمل الرقم (2) وهكذا إلى ما لا نهاية، فتاريخ ورود الكتاب إلى المكتبة هو الذي يحدد رقمه المتسلسل، فلو تجمع لدى المكتبة ما (6325) كتاباً فإن (6325) رقماً تستخدمه عند التسجيل، ويحمل كل كتاب رقماً متسلسلاً خاصاً به ويقوم أمين المكتبة بترتيب الكتب على الرفوف حسب أرقام التسلسل ’ فيكون الكتاب الأول على الرف الأول هو الكتاب الذي يحمل الرقم المتسلسل (1) والكتاب الأخير هو الذي يحمل الرقم المتسلسل (6325).

### الطريقة الهجائية العددية
ترتب الكتب في هذه الطريقة في مجموعات هجائية، وترقيم كل مجموعة بأرقام مسلسلة، ولا يشترط أن تكون الكتب في مجموعة الهجائية الواحدة في ترتيب هجائي. ويكون ترتيب الكتب على الرف التي تكون المجموعة الهجائية الأولى أي مجموعة حرف الألف بعد ترقيمها كالتالي: أ/1 أ/2 أ/3 أ/4 أ/5 .... الخ ويكون ترتيب المجموعة الهجائية الثانية (ب) بعد ترقيمها كالتالي: ب/1 ب/2 ب/3 ب/ 4 ب/5 ...الخ.

### الطريقة الجغرافية
ترتب الكتب في هذه الطريقة طبقاً لأقسام جغرافية: حسب القارات يلي ذلك الدول الواقعة في القارة ثم المحافظات الكائنة في الدولة الواحدة ثم المدن التابعة للمحافظة الواحدة. أي أننا نرتب الكتب الخاصة بقارة ما على الرف مع بعضها ثم الكتب الخاصة بدولة ما تابعة لهذه القارة مع بعضها ثم الكتب الخاصة بمحافظة ما تابعة لهذه الدولة مع بعضها وهكذا... ويتم هذا الترتيب من خلال ترتيب كتب القارة الواحدة هجائياً بعضها مع البعض الأخر. وكذلك كتب الدولة الواحدة ترتب أيضاً هجائياً. وترتب التقسيمات الجغرافية داخل كل دولة هجائياً بطريقة التسلسل الأكبر فالأصغر: المحافظة ثم المدينة ثم المنطقة... الخ.

### الطريقة الزمنية
تستخدم الطريقة الزمنية على الكتب المتعلقة بموضوع التاريخ فقط. أي أن الكتب التاريخية ترتب حسب التاريخ الخاص بها أي حسب عصرها. كما وتطبق هذه الطريقة على المطبوعات الدورية وفقاً لتاريخ صدورها كالصحف والمجلات.

### الطريقة الموضوعية
تصنيف الكتب حسب موضوعاتها هو أفضل السبل وأحسنها وأيسرها وصولاً إلى الكتاب المطلوب.

## أهمية التصنيف
للتصنيف أهمية كبرى في المكتبات، بل لا نغالي إذا قلنا: إن التصنيف الجيد هو المعيار الذي تمتاز به مكتبة على مكتبة فهو:
1. سجل موضوعي (أي حسب الموضوعات) لجميع محتويات المكتبة بحيث يسهل على أمين المكتبة العثور على أي كتاب في أي موضوع بدقائق قليلة وبسهولة تامة.
2. يساعد البحث الذي يريد أن يطلع على جميع محتويات ومقتنيات المكتبة في موضوع من الموضوعات، فإنه بهذه الطريقة التصنيفية التي صنفت المكتبة بموجبها حسب الموضوعات، يستطيع الاطلاع على جميع ما تمتلكه المكتبة من كتب ومواد ذلك الموضوع. وهذا يسهل عملية البحث تسهيلاً كبيراً طالما أن جميع المواد العائدة لموضوع معين موجودة في مكان واحد وتحت تصرف الباحث، ولذلك قيل: التصنيف مفتاح البحث.
3. كذلك يسمح التصنيف الجيد للمكتبة أن تتوسع باستمرار دون أن تعيد تصنيف مجموعاتها. ذلك أن التصنيف الجيد يمكن أن نصنف به مكتبة عدد كتبها مليون كتاب، وبنفس الوقت يمكن أن نصنف به مكتبة عدد كتبها مائة كتاب.

## وظائف التصنيف
1. هو أساس في تنظيم المجموعات بقصد الاستعمال.
2. لابد من ارتباط المواد المكتبية ارتباطاً نوعياً. أي أنه لابد لها أن تصنيف.
3. كثير من القراء يبحثون عن حاجتهم دون مساعدة موظفي المكتبة أو استخدام الفهرس. والتصنيف يضمن ترتيباً يعكس أهم الصلات بين المواد المكتبية.
4. إن ترتيب المواد المكتبية ترتيب خطي. ولا بد لأي ترتيب من أن يفرق بين المواضيع المترابطة إلى حد ما. إلا أن التصنيف يقلل من هذا التشتيت نوعاً ما.
5. التصنيف أساس مناسب في دراسة مساعدة القراء .
6. اختيار المواد المكتبية المبني على التصنيف يضمن التقنين والتوازن في المجموعات .
7. يقوم التصنيف بواسطة رموزه بمايلي:
  1. يضمن ترتيب الأعداد الكبيرة من الوثائق أو بطاقات الفهرس . كما يسهل سحب وإرجاع الوثائق دون أن يؤثر سلبياً على الترتيب .
  2. هو الوسيلة المستخدمة للربط بين الرف والفهرس .
  3. يساعد في إرشاد القراء إلى مجموعات الموضوع أو الميدان الواحد .
  4. قد تستخدم الرموز لأغراض الإعارة .
8. قد يكون التصنيف أساساً لتنظيم التعاون بين المكتبات في الترتيب الموضوعي المتخصص في ميدان التعاون الدولي، وفي عمليات التزويد التعاونية . وفي هذا الدور يلعب التصنيف دور اللغة العالمية .